# Episodi di Person of Interest (terza stagione)
(Monologo finale di Root in Deus ex Machina)
La terza stagione della serie televisiva Person of Interest, composta da 23 episodi, è stata trasmessa in prima visione negli Stati Uniti d'America dall'emittente CBS dal 24 settembre 2013 al 13 maggio 2014.
In Italia la stagione è stata trasmessa in prima visione da Premium Crime, canale a pagamento della piattaforma Mediaset Premium, dal 16 febbraio all'8 giugno 2014; il primo episodio della stagione, Libera uscita, era stato inserito in anteprima dal 7 al 9 febbraio dello stesso anno su Premium Play. In chiaro è andata in onda su Italia 1 dal 7 luglio al 29 agosto 2014.
Nei paragrafi dedicati a ciascun episodio sono indicate le "persone d'interesse" principali, le identità dei quali sono solitamente mostrate in anticipo nelle sigle di apertura di puntata. Sono, inoltre, segnalate le eventuali presenze di flashback e le occasionali anomalie concernenti le sigle dei rispettivi episodi.
| n° | Titolo originale  | Titolo italiano         | Prima TV USA      | Prima TV Italia  |
| -- | ----------------- | ----------------------- | ----------------- | ---------------- |
| 1  | Liberty           | Libera uscita           | 24 settembre 2013 | 7 febbraio 2014  |
| 2  | Nothing to Hide   | Niente da nascondere    | 1º ottobre 2013   | 16 febbraio 2014 |
| 3  | Lady Killer       | Lady Killer             | 8 ottobre 2013    | 23 febbraio 2014 |
| 4  | Reasonable Doubt  | Ragionevoli dubbi       | 15 ottobre 2013   | 23 febbraio 2014 |
| 5  | Razgovor          | La conversazione        | 22 ottobre 2013   | 2 marzo 2014     |
| 6  | Mors praematura   | Mors praematura         | 29 ottobre 2013   | 2 marzo 2014     |
| 7  | The Perfect Mark  | L'ipnotizzatore         | 5 novembre 2013   | 9 marzo 2014     |
| 8  | Endgame           | Partita finale          | 12 novembre 2013  | 9 marzo 2014     |
| 9  | The Crossing      | L'ultima notte          | 19 novembre 2013  | 16 marzo 2014    |
| 10 | The Devil's Share | La paga del diavolo     | 26 novembre 2013  | 16 marzo 2014    |
| 11 | Lethe             | Lethe, l'oblio          | 17 dicembre 2013  | 23 marzo 2014    |
| 12 | Aletheia          | Aletheia, la verità     | 7 gennaio 2014    | 23 marzo 2014    |
| 13 | 4C                | Posto 4C                | 14 gennaio 2014   | 30 marzo 2014    |
| 14 | Provenance        | Antiche provenienze     | 4 febbraio 2014   | 6 aprile 2014    |
| 15 | Last Call         | Ultima chiamata         | 25 febbraio 2014  | 13 aprile 2014   |
| 16 | RAM               | RAM                     | 4 marzo 2014      | 20 aprile 2014   |
| 17 | /                 | Il chip                 | 18 marzo 2014     | 27 aprile 2014   |
| 18 | Allegiance        | Il diplomatico          | 25 marzo 2014     | 4 maggio 2014    |
| 19 | Most Likely To... | Ad un passo dal baratro | 1º aprile 2014    | 11 maggio 2014   |
| 20 | Death Benefit     | Beneficio mortale       | 15 aprile 2014    | 18 maggio 2014   |
| 21 | Beta              | Beta                    | 29 aprile 2014    | 25 maggio 2014   |
| 22 | A House Divided   | La casa divisa          | 6 maggio 2014     | 1º giugno 2014   |
| 23 | Deus Ex Machina   | Deus ex Machina         | 13 maggio 2014    | 8 giugno 2014    |

## Libera uscita
- Titolo originale: Liberty
- Diretto da: Chris Fisher
- Scritto da: Greg Plageman e Denise Thè

### Trama
Il numero di cui Reese, Finch e Shaw si devono occupare è quello di Jack Salazar, una giovane promessa della marina. Salazar finirà coinvolto in un furto di diamanti a causa del suo amico R.J. Phillips. Gli uomini che vogliono i diamanti vengono chiamati "Devil Dogs" e per ottenere ciò che vogliono rapiscono Phillips e poi lo legano a una sedia con un esplosivo, così facendo obbligano Salazar a finire la contrattazione sui diamanti con il ricettatore. Per trovare il ricettatore Carter, che nel frattempo è stata degradata ad agente, chiede aiuto ad Elias, che ora vive in un bunker per proteggersi dai russi e dall'HR. Durante la conversazione emerge che Reese e Finch non sono a conoscenza del salvataggio di Elias da parte di Carter. Reese, Finch e Shaw riusciranno a salvare Salazar con l'aiuto di Carter e Fusco. Alla fine i diamanti vengono presi dall'ufficiale Anthony Marconi, il principale esecutore di Elias. Nel frattempo Root, che era stata rinchiusa da Finch in una clinica psichiatrica, viene curata dal dottor Carmichael. L'hacker, che si scopre essere stata scelta dalla Macchina per essere la propria "Interfaccia Analogica", è continuamente in contatto con l'intelligenza artificiale. In una conversazione tra lo psichiatra e Root, la donna racconta che lei e "La Voce" (cioè la Macchina) stanno discutendo su qualcosa, e alla fine della seduta il dottor Carmichael decide di togliere all'hacker ogni apparato tecnologico che teneva nascosto. Alla fine Root rivela tutte le informazioni che la Macchina le ha fornito sul suo curatore, lasciando quest'ultimo basito, e dice che l'argomento su cui lei e la Voce stavano discutendo è se ucciderlo oppure no.
- Principale "persona d'interesse": Jack Salazar (vittima).
- Guest star: Rey Valentin (Jack Salazar), Max Martini (RIP), Bruce Altman (dott. Ronald Carmichael), Alano Miller (R.J. Phillips), David Valcin (Scarface), Enrico Colantoni (Carl Elias).
- Altri interpreti: Dan Amboyer (Don Juan), Roman Roytberg (Maksim), Alberto Bonilla (Angel), Sekou Laidlow (Marinaio), Paulina Singer (Amber), Diane Guerrero (Ashley), Steven Ogg (Chuck), Tony Naumovski (Russo), Cosmo Pfeil (Devil Dog).
- Ascolti USA: telespettatori 12 440 000[7]
- Ascolti Italia (in chiaro): telespettatori 1 800 000 – share 7,58%[8]

## Niente da nascondere
- Titolo originale: Nothing to Hide
- Diretto da: Frederick E. O. Toye
- Scritto da: Erik Mountain

### Trama
Wayne Kruger è il proprietario di una società, la Lifetrace, specializzata nell'estrapolare dati privati da profili online e rivenderli a varie organizzazioni. Reese, Finch e Shaw monitorano le attività di Kruger nell'azienda, che attualmente sta facendo un accordo con un'altra grande società di vendita al dettaglio denominata Riverton, che è interessata ad acquistare i dati della Lifetrace. Finch scopre che è in atto un complotto contro Kruger che coinvolge diverse vittime la cui privacy fu violata dalla Lifetrace e che queste ricevono dei pacchetti anonimi contenenti informazioni su come attaccare ed umiliare Kruger per vendicarsi. Una di queste persone è Stu Sommers, un uomo la cui figlia fu perseguitata e uccisa dal suo ex-fidanzato, dopo aver usato Lifetrace, anche a causa di Kruger che non rimosse il profilo della figlia dopo che era stata trovata una prima volta. Sommers, un ex ingegnere, usa le sue abilità per hackerare l'ascensore della società e l'auto di Kruger, rischiando di uccidere Kruger che viene portato da Reese in una casa sicura. Peter Collier, l'esperto della Riverton che ha esaminato la Lifetrace, organizza un incontro tra Kruger e i dirigenti. Kruger mette fuori gioco Finch e va alla riunione, dove però trova Sommers e Collier. Sommers prende la pistola di Kruger per ucciderlo, ma interviene Reese. Collier però all'improvviso spara a Reese e Kruger, e rivela che è lui la mente dietro il complotto. Egli sostiene di far parte di un'organizzazione dedita a combattere la violazione della privacy online e, prima di andarsene, giustizia Kruger. Shaw trova Reese, e più tardi, Finch avverte che l'attacco di Collier a Kruger potrebbe essere solo l'inizio.
- Principale "persona d'interesse": Wayne Kruger (vittima).
- Guest star: David Alan Basche (Wayne Kruger), Clarke Peters (Alonzo Quinn), Leslie Odom Jr. (Peter Collier), Gary Basaraba (Stu Sommers), Brian Wiles (Agente Mike Laskey), Paul Urcioli (Barry Timmons).
- Altri interpreti: Tom Tammi (Neal Jenkins), Shannon Sullivan (Karen Mills), Bradford Cover (Matthew Hayes), Megan Stanke (Haley).
- Ascolti USA: telespettatori 12 350 000[9]
- Ascolti Italia (in chiaro): telespettatori 1 871 000 – share 8,41%[8]

## Lady Killer
- Titolo originale: Lady Killer
- Diretto da: Omar Madha
- Scritto da: Amanda Segel

### Trama
Quando la macchina fornisce il numero di Ian Murphy, un uomo sospettato di essere uno stalker, Reese insieme con Shaw recluta Carter, Fusco e Zoe per indagare ulteriormente nel suo background. Ma quando scoprono che Murphy ha avuto un figlio dall'ex fidanzata, che ora è morta, lavorano per riunire il ragazzino con il padre, scontrandosi con il nonno (un milionario che non approvava la relazione della figlia), che voleva Murphy morto dopo averlo incontrato al funerale di lei. Nel frattempo Root mette in moto il suo piano di fuga, con l'aiuto della macchina, quando una squadra governativa, guidata da Hersh, si reca all'ospedale psichiatrico per catturarla. Finch, avvisato dalla macchina, giungendo in ospedale trova il personale ospedaliero incosciente e Hersh ferito. Root è sparita.
- Principale "persona d'interesse": Ian Murphy (vittima).
- Guest star: Paige Turco (Zoe Morgan), Warren Kole (Ian Murphy), Bruce Altman (Dr. Ronald Carmichael), Ron Raines (Bruce Wellington), Boris McGiver (Robert Hersh).
- Altri interpreti: Kyle Sutton (Alexander Wyatt), Rachel Oyama (Veronica), Antonio Edwards Suarez (Delinquente).
- Ascolti USA: telespettatori 11 650 000[10]
- Ascolti Italia (in chiaro): telespettatori 1 823 000 – share 10,99%[8]

## Ragionevoli dubbi
- Titolo originale: Reasonable Doubt
- Diretto da: Stephen Williams
- Scritto da: Melissa Scrivner-Love

### Trama
Il numero successivo di Reese e Finch è quello di Vanessa Watkins, un noto procuratore di New York che è accusato di aver ucciso suo marito Jeremy. La polizia la arresta, ma Vanessa fugge, sostituendosi alla donna che ha chiamato come avvocato e innescando una caccia all'uomo in tutta New York. Carter cerca di aiutarla, ma Vanessa dice che nessuno la può aiutare, ed insiste sul fatto che lei non ha ucciso Jeremy. Finch indaga sul background di Jeremy e scopre che doveva una grande somma di denaro (5 milioni di Dollari) alla mafia. Shaw e Finch scoprono che Nicole (la migliore amica di Vanessa) e Jeremy avevano una relazione. Reese trova Vanessa e la porta in una casa sicura, dove lei viene a conoscenza della relazione del marito. Fusco e Shaw, nel frattempo, si recano alla banca dove Jeremy aveva aperto il conto di un ente di beneficenza, dove scoprono che il conto (di 20 milioni di Dollari) è stato chiuso dal cointestatario (che si scopre essere Jeremy stesso sotto falso nome). Finch e Reese capiscono che Jeremy è vivo ed ha incastrato Vanessa per l'omicidio. John accompagna Vanessa a una stazione degli autobus per farla partire e ricominciare sotto falso nome una nuova vita, ma chiamato dai suoi amici capisce che Vanessa mentiva ed ha aiutato Jeremy ad inscenare la sua morte, dopo . Reese cerca la donna sull'autobus inutilmente, ma ritrova i due sul loro yacht, con Vanessa che punta una pistola contro Jeremy. Reese lascia un'altra pistola per l'uomo, abbandona la barca e slega la corda di ancoraggio dal molo lasciandola alla deriva. Poco dopo si sentono due colpi di pistola provenienti dallo yacht, il che implica che Jeremy e Vanessa si sono sparati a vicenda, John fa una chiamata anonima sulla sparatoria ,lasciando incerto il destino dei due. L'episodio termina con il nuovo apprendista di Carter, Laskey parlando con il detective Terney e si svela essere un collaboratore dell'H.R.
- Principale "persona d'interesse": Vanessa Watkins (carnefice).
- Guest star: Kathleen Rose Perkins (Vanessa Watkins), Paul Ben-Victor (Detective Gary Cameron), Annika Boras (Nicole Spencer), Al Sapienza (Detective Raymond Terney), Brian Wiles (Agente Mike Laskey), Daniel Cosgrove (Jeremy Watkins), Treach (Reginald "Reverb" Marshall), Jennifer Ikeda (Dott.ssa Rachel Jensen).
- Altri interpreti: Tim Jerome (Frank Morton), Jennifer Restivo (Sarah Ellis), Emily Hsu (Olivia), Catherine Eaton (Jillian).
- Ascolti USA: telespettatori 12 690 000[11]
- Ascolti Italia (in chiaro): telespettatori 1 987 000 – share 8,15%[12]

## La conversazione
- Titolo originale: Razgovor
- Titolo alternativo: Pазговоp
- Diretto da: Kenneth Fink
- Scritto da: David Slack

### Trama
In questo episodio in una serie di flashback viene rivelato che Shaw era in auto con il padre quando è morto in un incidente, ma che ha mostrato una sconvolgente mancanza di emozioni. Nel presente Shaw salva un altro numero e Finch esprime preoccupazione riguardo alla sua mancanza di sensibilità. Il numero successivo è Genrika Zhirova (Gen) un'orfana immigrata russa appassionata di spionaggio che vive con un cugino più grande in un appartamento fatiscente. Shaw la protegge da una gang di russi che ha scoperto che Gen li stava spiando intercettando i telefoni del condominio, in seguito si nota che Sameen mostra un coinvolgimento emotivo con la ragazzina alla quale si lega. Carter incontra il suo compagno Laskey in un bar, dove gli rivela di sapere che è complice dell'H.R. e quando che il proprietario del bar, un altro poliziotto corrotto, tenta di spararle, lei lo uccide con la pistola di Laskey e gli dice che ora dovrà lavorare per lei. L'episodio si conclude con Root che sorprende Shaw nel suo loft e la rapisce.
- Principale "persona d'interesse": Genrika "Gen" Zhirova (vittima).
- Flashback: Sameen Shaw.
- Guest star: Danielle Kotch (Genrika Zhirova), Morgan Spector (Peter Yogorov), Brian Wiles (Agente Mike Laskey), Al Sapienza (Detective Raymond Terney), Christopher Patrick Murney (Tremors), Stephen Tyrone Williams (Joseph Kent), Joseph Parks (Vadim Loginov), Robert John Burke (Agente Patrick Simmons).
- Altri interpreti: Gregory Wooddell (Eric Mathers), Ava Szymanski (Sameen da bambina), Robert C. Kirk (Jerry), Jun Naito (Murakami).
- Ascolti USA: telespettatori 13 170 000[13]
- Ascolti Italia (in chiaro): telespettatori 1 893 000 – share 8,38%[12]

## Mors praematura
- Titolo originale: Mors praematura
- Diretto da: Helen Shaver
- Scritto da: Dan Dietz

### Trama
Shaw è stata rapita da Root. Finch e Reese hanno il numero di Timothy Sloan, un investigatore. Finch va sotto copertura come assistente di Sloan mentre Reese indaga su Shaw. Sloan sta indagando sul caso di Jason Greenfield, apparentemente morto per un'overdose di eroina. Finch si confronta con Sloan che gli dice che lui e Jason erano fratelli adottivi e che era un hacker. Seguendo le tracce delle attività di Jason i due trovano un magazzino con all'interno messaggi criptici sui muri, ma quando i due si rendono conto che il posto è videosorvegliato, la porta si chiude ed il magazzino viene inondato di benzina. Reese arriva appena in tempo per salvarli. Finch però è riuscito a fare delle foto ai messaggi e scopre che sono un mezzo di comunicazione tra i membri dell'organizzazione di Peter Collier. Reese e Sloan vanno a casa di Jason dove vengono attaccati dagli uomini di Collier e Sloan viene rapito. Shaw, intanto, accetta con riluttanza di aiutare Root nella sua missione. Le due si recano in un luogo di prelievo della CIA dove Root viene consegnata da Shaw (sotto le mentite spoglie di agente CIA). Anche Jason, che è vivo, è una delle persone tenute prigioniere con Root. Jason informa Root sull'organizzazione di Collier ("Vigilance"), e si incolpa per la morte di Wayne Kruger (cosa per cui ha deciso di lasciare l'organizzazione). I prigionieri vengono caricati su un furgone guidato da Shaw, che viene intercettato dalla Vigilance; nasce un conflitto a fuoco cui partecipa anche Reese. Root porta Jason nella fogna dove lei e Shaw si erano recate in precedenza. Nel frattempo Collier usa Sloan come scudo e lo ferisce per costringere John a salvarlo e poter così fuggire. Root fornisce a Jason denaro, documenti e informazioni per una nuova identità in Sud America e dopo che Jason è fuggito viene raggiunta da due mercenari della Vigilance che però vengono uccisi da Shaw. Root dice a Shaw che la missione è terminata e questa la stende con un pugno. L'episodio termina con Harold che rinchiude Root nelle biblioteca trasformata in una grande gabbia di Faraday.
- Principale "persona d'interesse": Timothy Sloan (vittima).
- Guest star: Kirk Acevedo (Timothy Sloan), Leslie Odom Jr. (Peter Collier), Michael Esper (Jason Greenfield), Brian Wiles (Agente Mike Laskey), Donnie Keshawarz (Nick Breckenridge), Robert John Burke (Agente Patrick Simmons).
- Altri interpreti: Peter Von Berg (Morozov).
- Ascolti USA: telespettatori 12 000 000[14]
- Ascolti Italia (in chiaro): telespettatori 1 606 000 – share 10,1%[12]

## L'ipnotizzatore
- Titolo originale: The Perfect Mark
- Diretto da: Stephen Surjik
- Scritto da: Sean Hennen

### Trama
Un ipnotizzatore truffa i suoi pazienti e a sua volta verrà truffato. L'uomo ipnotizza la persona sbagliata: un antiquario che lavora per l'HR, compra oggetti per riciclare il denaro sporco. Purtroppo usa i soldi dell'HR per comprare una palla da baseball firmata, ma questa palla viene recuperata da un ragazzino che successivamente dovrà darla all'ipnotizzatore. L'HR prende in ostaggio la segretaria di questi (che lui ama) per riottenere la palla, ma Reese riesce a liberarla. Si scoprirà che la palla è falsa e l'amata recupera quella originale dal ragazzino. Joss Carter scopre da Terney in punto di morte, il quale prima in uno scontro a fuoco ha ucciso Laskey che Alonzo Quinn è a capo dell'organizzazione criminale denominata HR.
- Principale "persona d'interesse": Hayden Price (vittima).
- Guest star: Aaron Staton (Hayden Price), Clarke Peters (Alonzo Quinn), Brian Wiles (Agente Mike Laskey), Jennifer Ferrin (Natalie Boal), Al Sapienza (Detective Raymond Terney), Carsten Norgaard (Sven Vanger), James Joseph O’Neil (Decker), Steve Rosen (Nagel), Robert John Burke (Agente Patrick Simmons), Enrico Colantoni (Carl Elias).
- Altri interpreti: Michael Cyril Creighton (Russell), Brian Keane (Sykes), Peter Brouwer (Banditore), Luis Scott (Ragazzo delle bibite).
- Ascolti USA: telespettatori 11 790 000 – share (18-49 anni) 6%[15]
- Ascolti Italia (in chiaro): telespettatori 1 846 000 – share 7,9%[16]

## Partita finale
- Titolo originale: Endgame
- Diretto da: Sylvain White
- Scritto da: Nic Van Zeebroeck & Michael Sopczynski

### Trama
Carter scatena una guerra tra l'HR e i sodali della mafia russa, facendo in modo che sia i poliziotti dell'HR sia i russi finiscano dietro le sbarre. Dopo aver ottenuto una deposizione da Peter Yogorov, il capo della mafia russa, che incrimina Quinn, Carter dovrà scegliere molto bene a chi rivolgersi per l'arresto di Quinn: la scelta di Carter ricade sul giudice Andrew Monahan, che si scoprirà essere corrotto dall'HR. Quando per Carter sembra essere finita, John arriva e la porta in salvo con Quinn: Reese e Carter ora lo devono portare alla sede centrale dell'FBI nel centro della città per consegnarlo alla giustizia. L'agente Simmons sopravvissuto allo scontro a fuoco con Reese, mette una taglia sulla testa di John e quella di Carter. Nei flashback, in questo episodio dedicati a Carter, scopriamo l'identità del padre di Taylor (il figlio di Joss), che cerca di riadattarsi alla vita di tutti i giorni dopo essere stato congedato dall'esercito.
- Principale "persona d'interesse": Alonzo Quinn (vittima/carnefice).
- Flashback: Jocelyn "Joss" Carter.
- Guest star: Laz Alonso (Paul Carter), Clarke Peters (Alonzo Quinn), Morgan Spector (Peter Yogorov), David Valcin (Scarface), Nick Mennell (Nikolai Yurlov), Paul O'Brien (Giudice Andrew Monahan), Robert John Burke (Agente Patrick Simmons), Enrico Colantoni (Carl Elias).
- Altri interpreti: Ben Livingston (Agente Barnes), Matt Dellapina (Agente Dominic Brady), Jeb Kreager (Detective Stan Mitchell), Kwoade Cross (Taylor Carter), Tony Ward (Agente Vogel), Markita Prescott (Lori), Tre Jamison (Taylor da bambino).
- Ascolti USA: telespettatori 12 600 000 – share (18-49 anni) 6%[17]
- Ascolti Italia (in chiaro): telespettatori 1 681 000 – share 8,27%[16]

## L'ultima notte
- Titolo originale: The Crossing
- Diretto da: Fred Toye
- Scritto da: Denise Thè

### Trama
L'HR bracca John Reese e Joss Carter mentre cercano di portare Alonzo Quinn alla sede dell'FBI a Manhattan. Dopo mille peripezie Carter riesce nel suo intento, grazie alla quale viene riammessa al ruolo di detective e svela a John di aver capito che sanno sempre tutto grazie a una sorta di super computer . La stessa sera dopo essere usciti dalla centrale di polizia, lei e John vengono attaccati da Patrick Simmons, secondo in comando dell'HR e uno degli ultimi uomini rimasti dell'organizzazione ancora in libertà. La Carter, ferita gravemente, muore tra le braccia del suo amico John.
- Principale "persona d'interesse": John Reese (vittima).
- Guest star: Clarke Peters (Alonzo Quinn), Lee Tergesen (Detective William Petersen), Khalil Kain (Agente Lin), Paul O'Brien (Giudice Andrew Monahan), Devin Ratray (Agente dell'HR), Robert John Burke (Agente Patrick Simmons).
- Altri interpreti: Matt Dellapina (Agente Dominic Brady), Sean McCarthy (Lee Fusco), Paul Woodburn (Ed), Jay Ward (Agente 1), Taylor C. Hays (Agente 2), Luis Da Silva Jr. (Garcia), Cullen R. Titmas (Detective dell'HR), Zachary Fine (Agente dell'FBI).
- Ascolti USA: telespettatori 12 280 000 – share (18-49 anni) 6%[18]
- Ascolti Italia (in chiaro): telespettatori 1 906 000 – share 8,41%[19]

## La paga del diavolo
- Titolo originale: The Devil's Share
- Diretto da: Chris Fisher
- Scritto da: Amanda Segel e Jonathan Nolan

### Trama
L'episodio inizia con il funerale della detective Carter, che è stata uccisa da Simmons nell'episodio precedente. Intanto appare un nuovo numero che non è altro quello dell'agente Simmons ora divenuto l'uomo più ricercato della città sia dalle forze dell'ordine che vogliono arrestarlo e sia dalla criminalità organizzata dato che è l'ultimo sopravvissuto dell'HR e vogliono ucciderlo. Reese invece si imbarca in una solitaria e spietata caccia all'uomo contro Simmons per vendicare la morte di Carter nonostante non si sia ancora curato del tutto dalle ferite riportate nell'episodio precedente. Shaw e Finch riescono a fermare Reese prima che sia troppo tardi, fermo su un letto John dice a Harold che non si fermerà finché non prenderà Simmons e Finch gli risponde che non c'è solo lui che lo cerca. In un hangar Simmons cerca l'aereo che dovrebbe farlo fuggire ma una voce lo ferma, è Fusco che lo vuole arrestare. Dopo una colluttazione il poliziotto riesce ad ammanettarlo e si vede che tra lo stupore generale lo porta nella centrale della polizia. In un letto di ospedale troviamo Simmons che riposa, viene svegliato da Elias che gli ricorda che i poliziotti non possono eliminarlo, ma lui invece non ha alcuna remora e il braccio destro di Elias uccide Simmons. Viene svelato anche un episodio passato della vita di Fusco in cui si scopre il significato della frase "la paga del diavolo".
- Principale "persona d'interesse": Patrick Simmons (vittima).
- Flashback: Harold Finch, Sameen Shaw, John Reese e Lionel Fusco.
- Nota: in questo episodio non è presente il monologo di apertura stagionale.
- Guest star: Clarke Peters (Alonzo Quinn), Richard Brooks (Pollack), Brian Tarantina (Seamus Yorke), Robert John Burke (Agente Patrick Simmons).
- Altri interpreti: Kwoade Cross (Taylor Carter).
- Non accreditati: Enrico Colantoni (Carl Elias), David Valcin (Scarface), Laz Alonso (Paul Carter).
- Ascolti USA: telespettatori 11 890 000 – share (18-49 anni) 6%[20]
- Ascolti Italia (in chiaro): telespettatori 1 778 000 – share 8,50%[19]

## Lethe, l'oblio
- Titolo originale: Lethe
- Diretto da: Richard J. Lewis
- Scritto da: Erik Mountain

### Trama
Dopo quanto successo alla Carter, Harold ignora le chiamate della macchina mentre John sparisce. Root è ancora in contatto con la macchina e dà ad Harold un nuovo numero: Arthur Claypool che si scoprirà essere un vecchio amico di Harold ai tempi del MIT. In un bar mentre si sbronza John viene raggiunto da Fusco, che al contrario dell'amico evita l'alcol e cerca di convincerlo a tornare, ma l'uomo dopo il precedente fallimento ritiene che non salvano le persone, ma ritardano solo l'inevitabile. Arthur malato terminale ed ex-dipendente dell'NSA, anche lui lavorava ad una versione della macchina per il governo. Shaw lo proteggerà da Vigilance, interessata al suo progetto, ma quando la minaccia sembra scongiurata si scopre che il vero pericolo viene dal governo. Infatti, colei che si spacciava per sua moglie, non era altro che la donna per cui lavorava Shaw, che li cattura e vuole risposte sulla macchina di Arthur o quella di Finch. Nel frattempo in Colorado Fusco e Reese si azzuffano e vengono arrestati.
- Principale "persona d'interesse": Arthur Claypool (vittima).
- Flashback: Harold Finch.
- Nota: in questo episodio non è presente il monologo di apertura stagionale.
- Guest star: Saul Rubinek (Arthur Claypool), Boris McGiver (Robert Hersh), Leslie Odom Jr. (Peter Collier), Tom Degnan (Agente Easton), Tuck Milligan (Padre di Harold), Chris Bert (Harold da giovane), Camryn Manheim (Controllo).
- Altri interpreti: Jeanne Serralles (Elizabeth Ross), Parker Brightman (Harold da bambino), Jacob Rosenbaum (Stewart), Nambi E. Kelley (Infermiera di Arthur).
- Ascolti USA: telespettatori 12 400 000 – share (18-49 anni) 6%[21]
- Ascolti Italia (in chiaro): telespettatori 1 676 000 – share 7,35%[22]

## Aletheia, la verità
- Titolo originale: Aletheia
- Diretto da: Richard J. Lewis
- Scritto da: Lucas O’Connor

### Trama
Root riesce a liberare Finch e Shaw, ma poi cade nelle mani di Controllo. Finch, Claypool e Shaw vanno in una banca per recuperare i drive del Samaritan, ma finiscono tra due fuochi, da una parte Hersh con i suoi uomini, dall'altra gli attivisti guidati da Collier. Finch, Claypool e Shaw vengono fermati da Collier, ma l'arrivo di Reese e Fusco permette loro di scappare attraverso un passaggio creato da Shaw. Root riesce a catturare Diane e a eludere il controllo di Harold. Alla fine c'è un incontro tra Reese e Harold in cui l'ex agente dice che è tornato solo per aiutarlo e non si vedranno più, Root è sulle tracce della cassiera che aveva accompagnato Harold e Claypool, perché ha sostituito i drive di Samaritan con altri vuoti (che sono poi stati distrutti) e consegnato questi all'agente di Decima.
- Principale "persona d'interesse": Arthur Claypool (vittima).
- Flashback: Harold Finch.
- Nota: in questo episodio non è presente il monologo di apertura stagionale.
- Guest star: Saul Rubinek (Arthur Claypool), Boris McGiver (Robert Hersh), Leslie Odom Jr. (Peter Collier), Jennifer Lim (Direttrice della banca), Tuck Milligan (Padre di Harold), Chris Bert (Harold da giovane), Camryn Manheim (Controllo).
- Altri interpreti: John Nolan (John Greer), Jeanne Serralles (Elizabeth Ross), Tina Fabrique (Infermiera), Justin Morck (Heyward).
- Ascolti USA: telespettatori 12 100 000 – share (18-49 anni) 6%[23]
- Ascolti Italia (in chiaro): telespettatori 1 597 000 – share 8,17%[22]

## Posto 4C
- Titolo originale: 4C
- Diretto da: Stephen Williams
- Scritto da: Melissa Scrivner-Love

### Trama
Reese sale su un volo internazionale per Roma, nel tentativo di lasciare alle spalle la squadra e il passato, ma si indigna quando si accorge che i suoi piani di viaggio sono stati manipolati dalla Macchina. La Macchina vuole salvare un programmatore che ha creato un negozio virtuale per la vendita di stupefacenti. Reese con l'aiuto di una hostess riesce a neutralizzare tutti i killer mandati dalle varie organizzazioni criminali che hanno subito enormi perdite economiche per via del negozio virtuale creato dal programmatore. Interviene anche Harold, quando una delle persone incaricate di eliminare il programmatore prova a far precipitare l'aereo e Harold riesce a farlo atterrare intervenendo con il proprio computer. Harold e Reese si trovano poi in un caffè a Roma dove si accordano su come continuare a lavorare insieme.
- Principale "persona d'interesse": Owen Matthews (vittima).
- Guest star: Sally Pressman (Holly), Samm Levine (Owen Matthews), Boris McGiver (Robert Hersh), Marc Kudisch (Uomo d'affari), Bill English (Foster).
- Altri interpreti: Adam Henry Garcia (Carlos), Lucy Martin (Signora), Maechi Aharanwa (Agente di viaggio), David Anzuelo (Colombiano), John E. Brady (Agente della Marshal), Wallace Smith (Pilota).
- Curiosità: In aereo, durante il volo, per i passeggeri viene trasmesso il film Intrigo internazionale di Alfred Hitchcock, di cui si vedono tre brevi sequenze mentre Reese si impegna per risolvere il caso.
- Ascolti USA: telespettatori 12 540 000 – share (18-49 anni) 6%[24]
- Ascolti Italia (in chiaro): telespettatori 1 730 000 – share 9,17%

## Antiche provenienze
- Titolo originale: Provenance
- Diretto da: Jeffrey Hunt
- Scritto da: Sean Hennen

### Trama
Reese si ricongiunge con Finch a New York, ma quando la squadra riceve il numero di una ladra di antichità altamente qualificata, scoprono la pianificazione di una rapina che li potrebbe far finire in galera. La rapinatrice è un'ex ginnasta cinese, espulsa dalla squadra perché rimasta incinta. Per sopravvivere aveva rubato da un negozio di una banda di malviventi di un paese dell'Est e questi per farsi ripagare, le hanno sottratto la figlia e costretta a commettere dei furti di opere d'arte. Sulle sue tracce c'è anche un poliziotto francese dell'Interpol. L'ultimo furto in programma prevedeva di rubare un'antica bibbia durante il trasferimento dal museo al caveau che l'avrebbe contenuta fino all'invio ad un altro museo. Shaw impedisce il furto e così si viene a conoscenza della storia della ragazza. Tutta la squadra si organizza per effettuare il furto e così liberare la figlia della ladra e sgominare la banda. Alla fine anche il poliziotto francese lascerà andare la ragazza perché ha scoperto che era costretta.
- Principale "persona d'interesse": Jiao Lin (vittima).
- Guest star: Elaine Tan (Kelli "Jiao" Lin), Henri Lubatti (Agente Alain Bouchard), Gene Farber (Cyril), Chris Jackson (Farrow), Stelio Savante (Aris Zappo).
- Altri interpreti: Curt Bouril (Guardia), James Hindman (Direttore del museo), Megan Byrne (Staff del museo), Nick Dillenburg (Guardia armata), Chloe Cheng (Kai Lin), Alexander Salamat (Agente).
- Ascolti USA: telespettatori 12 350 000 – share (18-49 anni) 6%[25]
- Ascolti Italia (in chiaro): telespettatori 1 699 000 – share 9,28%

## Ultima chiamata
- Titolo originale: Last Call
- Diretto da: Jeff T. Thomas
- Scritto da: Dan Dietz

### Trama
Finch va sotto copertura in una centrale di emergenza per proteggere un operatore del 911 di nome Sandra, ma capisce subito che la minaccia arriva da oltre la squadra avrebbe potuto prevedere. Sandra è una responsabile che nel passato, lavorando come baby sitter, ha perso un bambino. Una banda di colombiani rapisce un bambino e facendo leva sui sensi di colpa che ancora Sandra prova, la costringe a eliminare un'intera giornata di registrazioni della centrale operativa. Interviene Finch che riesce a mandare a Fusco (che dopo l'arresto di Simmons è stimato da diversi colleghi) alcune registrazioni e così si scopre che entrambi stanno lavorando su casi collegati: la registrazione da cancellare è quella di una ragazza che ha avuto una relazione con il suo capo e che la moglie ha fatto uccidere da un killer che adesso vuole eliminare tutte le tracce. La squadra riesce a far arrestare i mandanti, quindi il killer non ha più bisogno di eliminare le registrazioni, ma deve eliminare sia Sandra che Aaron. Finch riesce a neutralizzare l'assassino venuto per uccidere Sandra mentre Shaw e Reese riescono a liberare Aaron. Alla fine dell'avventura il killer comunica a Finch che lui sarà il suo bersaglio.
- Principale "persona d'interesse": Sandra Nicholson (vittima).
- Guest star: Melissa Sagemiller (Sandra Nicholson), Gavin Stenhouse (Detective Jake Harrison), Kathleen McNenny (Gina Kincaid), David Andrew MacDonald (Ron Kincaid).
- Altri interpreti: Anthony Mangano (Detective Kane), Tyler Evans (Detective Mackenna), Carson Elrod (Todd), Robbie Collier Sublett (Brent Holm), Omar Gonzalez (Solano), Julian Shatkin (Aaron Hollenberg).
- Ascolti USA: telespettatori 11 000 000 – share (18-49 anni) 5%[26]
- Ascolti Italia (in chiaro): telespettatori 1 549 000 – share 7,69%[27]

## RAM
- Titolo originale: RAM
- Diretto da: Stephen Surjik
- Scritto da: Nic Van Zeebroeck e Michael Sopczynski

### Trama
I segreti dell'operato di Finch, prima che quest'ultimo ingaggiasse Reese sono rivelati: questi segreti avranno delle ripercussioni sugli avvenimenti attuali. Finch ancora su una sedia a rotelle per i postumi dell'incidente dove è morto il suo amico Nathan, viene aiutato da un mercenario di nome Dillinger. Gli arriva il numero di un ragazzo di nome Daniel Casey che come Finch ama l'anonimato e che per aver aiutato la Northen Lights ad entrare nella macchina e aver copiato alcuni frammenti del programma, questi vogliono eliminare ed impossessarsi di questi dati. Oltre alla Northen Lights (con gli agenti Stanton e Reese) c'è anche la Decima che ricerca Daniel. La Stanton riesce ad eliminare la squadra della Decima mentre Reese, che dovrebbe uccidere Daniel lo salva costringendolo a ripararsi in Canada al prezzo di 2 denti. Finch che stava per chiamare il 911 quando credeva che Reese volesse eliminare Daniel, nota il suo buon cuore. Dillinger intanto ha però tradito Finch e ha rubato il portatile per venderlo ai cinesi. Interviene Shaw che lavorava ancora per la N.L. e uccide Dillinger e quasi tutti i cinesi, se ne salva solo uno che porterà il portatile nella città di Ordos in Cina. Da questo punto parte una sequenza con tutti gli eventi passati fino a febbraio 2014, e nelle scene finali si vede Root che entra nella casa dove si è rifugiato Daniel in Canada per salvarlo da alcune persone che vogliono eliminarlo.
- Principale "persona d'interesse": Daniel Casey (vittima).
- Flashback: policentrico.
- Nota: in questo episodio è presente una versione abbreviata e distorta del monologo di apertura della prima stagione, accompagnata dalla relativa veste grafica.
- Guest star: Camryn Manheim (Controllo), Neil Jackson (Rick Dillinger), Joseph Mazzello (Daniel Casey), Jay O. Sanders (Consigliere Speciale), John Nolan (John Greer), Julian Ovenden (Jeremy Lambert), Casey Siemaszko (Lester Strickland), Annie Parisse (Kara Stanton).
- Altri interpreti: Noah Racey (Agente di Decima), Dillan Arrick (Haley McNabb).
- Ascolti USA: telespettatori 10 640 000 – share (18-49 anni) 5%[28]
- Ascolti Italia (in chiaro): telespettatori 1 508 000 – share 7,82%[27]

## Il chip
- Titolo originale: /
- Titolo alternativo: Root Path
- Diretto da: Jeff Gibson
- Scritto da: David Slack

### Trama
La Macchina assegna a Root una missione: cercare un bidello con un passato misterioso. Ma quando la sua presenza mette la sua vita in pericolo, Finch riceve il suo numero. La persona in pericolo lavora come inserviente in un palazzo al cui interno c'è un laboratorio della NSA dove si produce un chip. L'entrata del laboratorio è chiusa da una serratura che legge l'iride. Decima ha bisogno del chip per far funzionare Samaritan e vuole rapire l'uomo per entrare, purtroppo riuscendo nell'intento. Anche Collier vuole l'uomo, ma Shaw riesce a fermarli. Si scopre che Root era sta ingaggiata per eliminare l'uomo tempo prima, ma era riuscita solo a ferirlo.
- Principale "persona d'interesse": Cyrus Wells (vittima).
- Nota: in questo episodio è presente una versione abbreviata del monologo di apertura stagionale, pronunciata insieme da Harold Finch e da Root.
- Guest star: Yul Vazquez (Cyrus Wells), Leslie Odom Jr. (Peter Collier), Colin Donnell (Billy Parsons), John Nolan (John Greer).
- Altri interpreti: Danielle Di Vecchio (Capitano Rosa Divecchio), Peter Rini (Dr. Stephen Carr), Alex Shimizu (Tatsuro Daizo).
- Ascolti USA: telespettatori 10 940 000 – share (18-49 anni) 5%[29]
- Ascolti Italia (in chiaro): telespettatori 1 317 000 – share 7,11%[30]

## Il diplomatico
- Titolo originale: Allegiance
- Diretto da: Jeffrey Hunt
- Scritto da: Tony Camerino

### Trama
Maria è una dipendente di una società energetica privata che esporta infrastrutture in Medio Oriente. Il suo obiettivo è quello di far uscire di prigione Omar, il suo fidanzato iracheno accusato di terrorismo. L'uomo, suo interprete in Iraq è a conoscenza che un carico di 6 generatori destinato ad una diga è sparito con la complicità del capo di Maria, che vuol far rimpatriare per poterlo eliminare. La ragazza cerca di liberarlo parlando con il responsabile dell'ONU che si occupa di dare il via libera alla richiesta di asilo. L'uomo, un francese indolente, ha ricevuto una falsa comunicazione dal ministero degli interni iracheno che descrive Omar come un terrorista. Finch si fa passare come avvocato e dopo aver convinto Omar a parlare ed essere stato ricevuto dal responsabile per poter intercedere, purtroppo si ritrova in vicolo cieco. Shaw, proteggendo la donna si ritrova a difenderla da Legionari francesi. La porta in una struttura protetta, ma Maria si libera dal controllo di Shaw e va al palazzo delle Nazioni Unite e grazie a una persona incontrata precedentemente va nell'ufficio del responsabile per cercare l'originale del documento falso. Riesce a trovarlo, ma il francese la scopre e la persona che l'ha accompagnata l'uccide. Si scoprire che questo uomo, un greco, è in combutta con il capo di Maria ed ha fatto la Legione Straniera, ma l'intervento di Reese e Fusco impedisce a questi di uccidere la donna. Un'ultima sequenza si vede il capo di Maria parlare con il capo di Decima venendo poi eliminato per evitare di lasciare tracce su dove possano essere stati inviati i generatori, che saranno usati molto probabilmente per l'attivazione di Samaritan.
- Principale "persona d'interesse": Maria Martinez (vittima).
- Guest star: Nazneen Contractor (Maria Martinez), Haaz Sleiman (Omar Risha), John Nolan (John Greer), Michael Gill (Rene Lapointe), Casey Biggs (Ken Davis), William Abadie (Christos Sevon).
- Altri interpreti: Usman Ally (Jamal Risha), Amr El-Bayoumi (Uomo della legione), Robert O'Gorman (Uomo infastidito).
- Ascolti USA: telespettatori 12 230 000 – share (18-49 anni) 6%[31]
- Ascolti Italia (in chiaro): telespettatori 1 138 000 – share 6,69%[30]

## Ad un passo dal baratro
- Titolo originale: Most Likely To...
- Diretto da: Kevin Hooks
- Scritto da: Denise Thé e Melissa Scrivner-Love

### Trama
Reese e Shaw sono sulle tracce di un nuovo numero, Liona, un'agente federale che si occupa di autorizzazioni. La loro protezione risulta tuttavia inefficiente, perché il taxi sul quale viaggia Liona esplode. Reese e Shaw si recano dunque fuori città per proteggere un nuovo numero: un avvocato minacciato dai suoi vecchi compagni di scuola. Nel frattempo Finch e Fusco vanno a Washington per recuperare i documenti di Liona custoditi nella cassetta di sicurezza del suo ufficio federale e prontamente messi in custodia. Finch recupera i documenti contenenti riferimenti alla Northern Lights, l'agenzia che si occupa dei numeri rilevanti, ma Collier e gli uomini della Vigilance fanno irruzione e sottraggono i documenti a Harold, per pubblicarne il contenuto e rendere pubbliche le attività di sorveglianza del governo, causando la chiusura del progetto Northern Lights. La Macchina, quindi, modifica il programma Tertiary Operation per far arrivare i numeri rilevanti a Root.
- Principale "persona d'interesse": Matthew Reed (carnefice).
- Guest star: Nestor Carbonell (Matthew Reed), John Doman (Senatore Ross Garrison), Leslie Odom Jr. (Peter Collier), Rob McClure (Doug Hemmill), James McMenamin (Toke), Rosa Arredondo (Alice), Joe Coots (Jack Tanner), Camryn Manheim (Controllo).
- Altri interpreti: Timothy Devlin (Phil), Sandy Rosenberg (Leona Wainwright), Jared Johnston (Tassista / Jonathan Plowman Jr.).
- Ascolti USA: telespettatori 11 450 000[32]

## Beneficio mortale
- Titolo originale: Death Benefit
- Diretto da: Richard J. Lewis
- Scritto da: Erik Mountain e Lucas O’Connor

### Trama
In seguito ai fatti dell'episodio precedente, il governo interrompe le attività della Northern Lights, viene meno la gestione dei numeri rilevanti forniti dalla macchina. I protagonisti diventano gli unici destinatari di tutti i numeri, in particolare Finch riceve il numero di un deputato del Congresso, Roger McCourt, che apparentemente sembra minacciato dagli uomini di Decima. John riesce a catturare ed interrogare un uomo di Decima, scoprendo che entrambe le fazioni sono impegnate a proteggere McCourt. Finch scopre che il deputato avallerà la sostituzione del programma Northern Lights con il programma Samaritan, e la macchina ha fornito il suo numero perché questa decisione causerà la morte di un numero indefinito di individui. Finch si oppone all'omicidio a sangue freddo di McCourt, al contrario di Reese e Shaw, e i tre si danno alla fuga, braccati dagli agenti di polizia. Come previsto dalla macchina, Samaritan viene approvato e testato sulla città di New York. Nel finale, Greer inizia la ricerca di Finch.
- Principale "persona d'interesse": Roger McCourt (carnefice).
- Guest star: John Heard (Roger McCourt), John Doman (Senatore Ross Garrison), John Nolan (John Greer), Morocco Omari (Agente Carlson), Murphy Guyer (Bruce Dunphy), Tracy Howe (Duran).
- Altri interpreti: Daniel K. Isaac (Virgil), Stephanie Gibson (Leslie), Luis Bordoy (Ray), Marcus Lorenzo (Julio).
- Ascolti USA: telespettatori 15 120 000[33]

## Beta
- Titolo originale: Beta
- Diretto da: Frederick E.O. Toye
- Scritto da: Sean Hennen e Dan Dietz

### Trama
Finch è andato a nascondersi poiché non era disposto a uccidere per proteggere se stesso e la sua squadra solo per evitare che possa essere azionata Samaritan, ora che Decima è riuscita a renderla operativa. Il team Macchina è il primo sulla lista dei risultati di Decima, con Finch in cima a quella lista. Il compito di Decima è reso ancora più facile da Samaritan, che, allo stato attuale, ha capacità pari alla macchina. Anche se Finch è scomparso, Reese e Shaw credono ancora che dovrebbero aiutare chi la macchina identifica come vittima o carnefice, anche a rischio della propria vita, anche ora che devono evitare qualsiasi telecamera nei cinque distretti. Il nuovo numero è Grace Hendricks, l'ex fidanzata di Finch, che Greer crede sia l'unica persona che può far uscire Finch allo scoperto. Reese, Shaw e Root si chiedono se sono in grado di proteggere Grace da Decima e proteggere se stessi. Anche se alla fine Decima si impossessa di Grace e Harold deve consegnarsi a Decima per salvare la sua ex-amante.
- Principale "persona d'interesse": Grace Hendricks (vittima).
- Flashback: Grace Hendricks.
- Nota: in questo episodio non è presente il monologo di apertura stagionale.
- Guest star: Carrie Preston (Grace Hendricks), John Doman (Senatore Ross Garrison), John Nolan (John Greer), Matt Walton (Agente Maybank), John Horton (Prete).
- Altri interpreti: Daniel K. Isaac (Virgil), Kristoffer Cusick (Terry), Kristoffer Cusick (Raul / Rapinatore), Robert Manning, Jr. (Zachary).
- Ascolti USA: telespettatori 15 130 000[34]

## La casa divisa
- Titolo originale: A House Divided
- Diretto da: Chris Fisher
- Scritto da: Amanda Segel

### Trama
Finch è nelle mani di Greer con il quale scambia opinioni riguardo alla Macchina. Nel frattempo Garrison cerca di convincere il governo ad acquistare Samaritan e Collier mette in atto il suo piano.
- Principali "persona d'interesse": Controllo (vittima), Ross Garrison (vittima), Kyle Holcombe (vittima), Manuel Rivera (vittima), John Greer (vittima/carnefice).
- Flashback: Peter Collier.
- Nota: in questo episodio non è presente il monologo di apertura stagionale.
- Guest star: Leslie Odom Jr. (Peter Collier), John Doman (Senatore Ross Garrison), Joseph Mazzello (Daniel Casey), Michael Esper (Jason Greenfield), John Nolan (John Greer), Boris McGiver (Robert Hersh), Joseph Melendez (Manuel Rivera), Kelly Aucoin (Langdon), Marc Damon Johnson (Jesse Brandt), Camryn Manheim (Controllo).
- Altri interpreti: De'Adre Aziza (Shari), Diane Davis (Madison / Jefferson), Alex Shimizu (Tatsuro Daizo), Adi Hanash (Aziz Al-Ibrahim), Lisa Kron (Jillian Wirth), Robbie Tann (Niall Jacobs), John Wernke (Agente One), Sebastian Maynard-Palmer (Frankie Brandt).
- Non accreditati: Alex Webb (Generale Kyle Holcombe), Mariusz Kubicki (Agente Otto).
- Ascolti USA: telespettatori 14 480 000[35]

## Deus ex Machina
- Titolo originale: Deus Ex Machina
- Diretto da: Chris Fisher
- Scritto da: Greg Plageman e David Slack

### Trama
Nonostante gli sforzi di Shaw, Collier riesce a trovare e rapire Controllo, Garrison, Rivera, Greer e anche Finch per sottoporli a quello che lo stesso Collier definisce un "equo processo" attuato da lui e controllato dalla Vigilance in un tribunale vero contro i cinque, che rappresentano il governo degli Stati Uniti d'America. Collier riesce a trasmettere in streaming, comunicando con circa 12 milioni di utenze e comincia il processo. Il primo a salire sul banco degli imputati è Rivera che, affrontando apertamente Collier, viene ucciso da quest'ultimo davanti a un selezionato numero di giurati e a diversi membri della stampa e dei media (plausibilmente non facenti parte alla Vigilance). Arriva il turno di Garrison, che fa intendere che a capo del progetto "Northern Lights", al quale, inizialmente, sostiene a Collier di esserne estraneo, c'è in realtà Controllo, che è quindi chiamata al banco al posto di Garrison, che rimane illeso. Quando la giuria opta per la colpevolezza della donna (tra i capi d'accusa spiccano spionaggio e tradimento, punibili con la pena di morte), Collier è pronto ad ucciderla ma a questo punto, Finch decide di parlare, salvando la vita a Controllo. Finch rivela ai presenti che lui può dare tutte le risposte alle domande di Collier, poiché è proprio lui ad aver ideato e creato la "Macchina". Finch comincia a parlare e rivela tutto quello che sa (l'unica cosa che non può conoscere è dove si trovano i server della "Macchina") ma mentre sta per finire gli uomini di Decima irrompono nell'edificio e costringono Collier e i suoi a sospendere il processo per scappare sul tetto dell'edificio assieme ai quattro imputati rimasti.
Nel frattempo Reese, Hersh e Shaw cercano il tribunale per salvare Finch e il capo di Hersh, Controllo, ma Shaw decide di andare ad aiutare Root perché teme che sia in pericolo. Reese e Hersh riescono a trovare il tribunale fingendosi membri di Vigilance e chiedendo ad altri membri. Verranno raggiunti da Fusco e Bear, che li aiuteranno a trovare il tribunale. Fusco poi li lascia per occuparsi degli uomini di Vigilance per strada che stanno approfittando del blackout per fare quello che vogliono. Reese, Hersh e Bear raggiungono il tribunale: Reese e Bear combattono contro gli uomini di Decima mentre Hersh trova i cadaveri degli uomini di Vigilance e degli esplosivi pronti ad esplodere quanto tornerà la corrente elettrica.
Decima riesce a sopraffare i pochi membri di Vigilance rimasti. Mentre Controllo e Garrison vengono salvati da Greer (gli servono ancora i dati governativi per far funzionare "Samaritan"), quest'ultimo ordina l'omicidio di Finch e di Collier, dopo aver fatto saltare in aria il tribunale con gli esplosivi trovati da Hersh, che nel tentativo di disarmarli muore: Reese riesce a salvare il miliardario, che rimane ferito a una spalla, ma Collier muore. Viene rivelato inoltre che Vigilance è stata creata da Decima con lo scopo di permettere a Samaritan di accedere ai dati governativi e andare in funzione, quindi il processo era in realtà una farsa e un computer aveva fatto credere a Collier che il processo fosse visto da 12 milioni di spettatori.
Nel frattempo Root e Shaw si sono infiltrate nello stabilimento nel quale sono tenuti alcuni server di "Samaritan": nonostante Shaw voglia comprometterlo totalmente, Root le fa presente che esistono molti altri stabilimenti uguali a quello e che il danno che potrebbero fare verrebbe rimediato in pochi giorni; il piano di Root però è diverso; nascosti in mezzo a quelle centinaia di server mettono in rete anche i sette server riprogrammati in modo da creare sette nuove identità di Reese, Finch, Shaw, Root e dei tre ragazzi che hanno aiutato Root.
Mentre la polizia irrompe nella biblioteca, Finch, Shaw e Reese si allontanano lentamente per strade diverse. Agli occhi delle telecamere, che Samaritan usa per spiare chiunque, grazie ai server modificati, i tre vengono considerati "irrilevanti".
Controllo e Garrison danno a Greer l'accesso ai dati governativi, Root contatta Finch e gli dice di abbandonare la biblioteca perché non è più sicura. Reese raccoglie le armi e Finch formatta il PC. Poco dopo l'FBI fa irruzione trovando soltanto delle foto (quelle dei numeri). Poco dopo Samaritan chiede a Greer quali siano i suoi ordini, ma Greer controbatte domandandole come loro potevano aiutarla. Nei flashback di Collier si vede il suo reclutamento nella Vigilance e i suoi primi passi nell'organizzazione.
- Principale "persona d'interesse": Harold Finch (vittima).
- Flashback: Peter Collier.
- Nota: in questo episodio non è presente il monologo di apertura stagionale.
- Guest star: Leslie Odom Jr. (Peter Collier), John Doman (Senatore Ross Garrison), John Nolan (John Greer), Julian Ovenden (Jeremy Lambert), Boris McGiver (Robert Hersh), Peter Scanavino (Agente Adams), Joseph Melendez (Manuel Rivera), Camryn Manheim (Controllo).
- Altri interpreti: Diane Davis (Madison / Jefferson), Joel Perez (Uomo con la maschera), Tom Coiner (Tecnico di Decima), Ari Butler (Tecnico della Vigilance).
- Ascolti USA: telespettatori 14 630 000[36]